# NGC 7557
NGC 7557 (również PGC 70854) – galaktyka spiralna (S), znajdująca się w gwiazdozbiorze Ryb. Odkrył ją 16 września 1852 roku Bindon Stoney – asystent Williama Parsonsa.